# 腰腸肋筋
腰腸肋筋（ようちょうろくきん、英語: iliocostalis lumborum muscle）は、長背筋のうち、後腰の深層に位置する筋肉である。腸肋筋のうち、頸腸肋筋と胸腸肋筋、腰腸肋筋の3部に分けられたものの一方である。仙骨、仙骨稜を起始とし、内側上方に向かって走り、第7～12肋骨に付着する。
脊柱の後屈、側屈を行う。